# 2001年のナショナルリーグチャンピオンシップシリーズ
2001年の野球において、メジャーリーグベースボール（MLB）のポストシーズンは10月9日に開幕した。ナショナルリーグの第32回リーグチャンピオンシップシリーズ（32nd National League Championship Series、以下「リーグ優勝決定戦」と表記）は、16日から21日にかけて計5試合が開催された。その結果、アリゾナ・ダイヤモンドバックス（西地区）がアトランタ・ブレーブス（東地区）を4勝1敗で下し、球団創設4年目で初のリーグ優勝およびワールドシリーズ進出を果たした。
両球団がポストシーズンで対戦するのはこれが初めて。この年のレギュラーシーズンでは両球団は7試合対戦し、ダイヤモンドバックスが5勝2敗と勝ち越していた。ダイヤモンドバックスの創設4年目でのリーグ優勝は、1961年以降のエクスパンションで創設された球団によるものとしては史上最速である。前の最速記録はフロリダ・マーリンズによるもので、球団創設5年目の1997年にナショナルリーグを制覇していた。その年と翌1998年に続き、ブレーブスが本拠地球場ターナー・フィールドで対戦相手にリーグ優勝を決められたのは、ここ5年間で3度目となる。シリーズMVPには、第4戦で3適時打を放ち4打点を挙げるなど、5試合で打率.381・4打点・OPS.905という成績を残したダイヤモンドバックスのクレイグ・カウンセルが選出された。このあとダイヤモンドバックスは、ワールドシリーズでもアメリカンリーグ王者ニューヨーク・ヤンキースを4勝3敗で下して初優勝を成し遂げた。

## 試合結果
2001年のナショナルリーグ優勝決定戦は10月16日に開幕し、途中に移動日を挟んで6日間で5試合が行われた。日程・結果は以下の通り。
| 日付                                                               | 試合  | ビジター球団（先攻）           | スコア | ホーム球団（後攻）             | 開催球場                   | 開催球場                                             |
| ------------------------------------------------------------------ | ----- | ------------------------------ | ------ | ------------------------------ | -------------------------- | ---------------------------------------------------- |
| 10月16日（火）                                                     | 第1戦 | アトランタ・ブレーブス         | 0－2   | アリゾナ・ダイヤモンドバックス | バンク・ワン・ボールパーク | バンク・ワン・ · ボールパークターナー・ · フィールド |
| 10月17日（水）                                                     | 第2戦 | アトランタ・ブレーブス         | 8－1   | アリゾナ・ダイヤモンドバックス | バンク・ワン・ボールパーク | バンク・ワン・ · ボールパークターナー・ · フィールド |
| 10月18日（木）                                                     |       | 移動日                         | 移動日 | 移動日                         |                            | バンク・ワン・ · ボールパークターナー・ · フィールド |
| 10月19日（金）                                                     | 第3戦 | アリゾナ・ダイヤモンドバックス | 5－1   | アトランタ・ブレーブス         | ターナー・フィールド       | バンク・ワン・ · ボールパークターナー・ · フィールド |
| 10月20日（土）                                                     | 第4戦 | アリゾナ・ダイヤモンドバックス | 11－4  | アトランタ・ブレーブス         | ターナー・フィールド       | バンク・ワン・ · ボールパークターナー・ · フィールド |
| 10月21日（日）                                                     | 第5戦 | アリゾナ・ダイヤモンドバックス | 3－2   | アトランタ・ブレーブス         | ターナー・フィールド       | バンク・ワン・ · ボールパークターナー・ · フィールド |
| 優勝：アリゾナ・ダイヤモンドバックス（4勝1敗 / 球団創設4年目で初） |       |                                |        |                                |                            | バンク・ワン・ · ボールパークターナー・ · フィールド |

### 第1戦 10月16日
- バンク・ワン・ボールパーク（アリゾナ州フェニックス）

|                                | 1 | 2 | 3 | 4 | 5 | 6 | 7 | 8 | 9 | R | H | E |
| ------------------------------ | - | - | - | - | - | - | - | - | - | - | - | - |
| アトランタ・ブレーブス         | 0 | 0 | 0 | 0 | 0 | 0 | 0 | 0 | 0 | 0 | 3 | 1 |
| アリゾナ・ダイヤモンドバックス | 1 | 0 | 0 | 0 | 1 | 0 | 0 | 0 | X | 2 | 8 | 0 |

1. 勝利：ランディ・ジョンソン（1勝）
2. 敗戦：グレッグ・マダックス（1敗）
3. 審判
［球審］ジェリー・クロフォード
［塁審］一塁: ジェフ・ケロッグ、二塁: エンジェル・ヘルナンデス、三塁: マイク・ライリー
［外審］左翼: ジェリー・デービス、右翼: ティム・マクレランド
4. 昼間試合  試合時間: 2時間44分  観客: 3万7729人  気温: 72°F（22.2°C）
詳細: Baseball-Reference.com

| アトランタ・ブレーブス | アトランタ・ブレーブス | アトランタ・ブレーブス | アトランタ・ブレーブス | アトランタ・ブレーブス                                                                                      | アリゾナ・ダイヤモンドバックス | アリゾナ・ダイヤモンドバックス | アリゾナ・ダイヤモンドバックス | アリゾナ・ダイヤモンドバックス | アリゾナ・ダイヤモンドバックス                                                                                       |
| ---------------------- | ---------------------- | ---------------------- | ---------------------- | --- | ------------------------------ | ------------------------------ | ------------------------------ | ------------------------------ | --- |
| 打順                   | 守備                   | 選手                   | 打席                   | G・マダックスP・バコJ・フランコM・ジャイルズC・ジョーンズR・サンチェスB・ギルキーA・ジョーンズB・ジョーダン | 打順                           | 守備                           | 選手                           | 打席                           | R・ジョンソンD・ミラーM・グレースC・カウンセルM・ウィリ · アムズT・ウォマックL・ゴンザレスS・フィンリーR・サンダース |
| 1                      | 二                     | M・ジャイルズ          | 右                     | G・マダックスP・バコJ・フランコM・ジャイルズC・ジョーンズR・サンチェスB・ギルキーA・ジョーンズB・ジョーダン | 1                              | 遊                             | T・ウォマック                  | 左                             | R・ジョンソンD・ミラーM・グレースC・カウンセルM・ウィリ · アムズT・ウォマックL・ゴンザレスS・フィンリーR・サンダース |
| 2                      | 一                     | J・フランコ            | 右                     | G・マダックスP・バコJ・フランコM・ジャイルズC・ジョーンズR・サンチェスB・ギルキーA・ジョーンズB・ジョーダン | 2                              | 二                             | C・カウンセル                  | 左                             | R・ジョンソンD・ミラーM・グレースC・カウンセルM・ウィリ · アムズT・ウォマックL・ゴンザレスS・フィンリーR・サンダース |
| 3                      | 三                     | C・ジョーンズ          | 両                     | G・マダックスP・バコJ・フランコM・ジャイルズC・ジョーンズR・サンチェスB・ギルキーA・ジョーンズB・ジョーダン | 3                              | 左                             | L・ゴンザレス                  | 左                             | R・ジョンソンD・ミラーM・グレースC・カウンセルM・ウィリ · アムズT・ウォマックL・ゴンザレスS・フィンリーR・サンダース |
| 4                      | 右                     | B・ジョーダン          | 右                     | G・マダックスP・バコJ・フランコM・ジャイルズC・ジョーンズR・サンチェスB・ギルキーA・ジョーンズB・ジョーダン | 4                              | 右                             | R・サンダース                  | 右                             | R・ジョンソンD・ミラーM・グレースC・カウンセルM・ウィリ · アムズT・ウォマックL・ゴンザレスS・フィンリーR・サンダース |
| 5                      | 中                     | A・ジョーンズ          | 右                     | G・マダックスP・バコJ・フランコM・ジャイルズC・ジョーンズR・サンチェスB・ギルキーA・ジョーンズB・ジョーダン | 5                              | 一                             | M・グレース                    | 左                             | R・ジョンソンD・ミラーM・グレースC・カウンセルM・ウィリ · アムズT・ウォマックL・ゴンザレスS・フィンリーR・サンダース |
| 6                      | 左                     | B・ギルキー            | 右                     | G・マダックスP・バコJ・フランコM・ジャイルズC・ジョーンズR・サンチェスB・ギルキーA・ジョーンズB・ジョーダン | 6                              | 三                             | M・ウィリアムズ                | 右                             | R・ジョンソンD・ミラーM・グレースC・カウンセルM・ウィリ · アムズT・ウォマックL・ゴンザレスS・フィンリーR・サンダース |
| 7                      | 遊                     | R・サンチェス          | 右                     | G・マダックスP・バコJ・フランコM・ジャイルズC・ジョーンズR・サンチェスB・ギルキーA・ジョーンズB・ジョーダン | 7                              | 中                             | S・フィンリー                  | 左                             | R・ジョンソンD・ミラーM・グレースC・カウンセルM・ウィリ · アムズT・ウォマックL・ゴンザレスS・フィンリーR・サンダース |
| 8                      | 捕                     | P・バコ                | 左                     | G・マダックスP・バコJ・フランコM・ジャイルズC・ジョーンズR・サンチェスB・ギルキーA・ジョーンズB・ジョーダン | 8                              | 捕                             | D・ミラー                      | 右                             | R・ジョンソンD・ミラーM・グレースC・カウンセルM・ウィリ · アムズT・ウォマックL・ゴンザレスS・フィンリーR・サンダース |
| 9                      | 投                     | G・マダックス          | 右                     | G・マダックスP・バコJ・フランコM・ジャイルズC・ジョーンズR・サンチェスB・ギルキーA・ジョーンズB・ジョーダン | 9                              | 投                             | R・ジョンソン                  | 右                             | R・ジョンソンD・ミラーM・グレースC・カウンセルM・ウィリ · アムズT・ウォマックL・ゴンザレスS・フィンリーR・サンダース |
| 先発投手               | 先発投手               | 先発投手               | 投球                   | G・マダックスP・バコJ・フランコM・ジャイルズC・ジョーンズR・サンチェスB・ギルキーA・ジョーンズB・ジョーダン | 先発投手                       | 先発投手                       | 先発投手                       | 投球                           | R・ジョンソンD・ミラーM・グレースC・カウンセルM・ウィリ · アムズT・ウォマックL・ゴンザレスS・フィンリーR・サンダース |
| G・マダックス          | G・マダックス          | G・マダックス          | 右                     | G・マダックスP・バコJ・フランコM・ジャイルズC・ジョーンズR・サンチェスB・ギルキーA・ジョーンズB・ジョーダン | R・ジョンソン                  | R・ジョンソン                  | R・ジョンソン                  | 左                             | R・ジョンソンD・ミラーM・グレースC・カウンセルM・ウィリ · アムズT・ウォマックL・ゴンザレスS・フィンリーR・サンダース |

### 第2戦 10月17日
- バンク・ワン・ボールパーク（アリゾナ州フェニックス）

|                                | 1 | 2 | 3 | 4 | 5 | 6 | 7 | 8 | 9 | R | H | E |
| ------------------------------ | - | - | - | - | - | - | - | - | - | - | - | - |
| アトランタ・ブレーブス         | 1 | 0 | 0 | 0 | 0 | 0 | 2 | 5 | 0 | 8 | 8 | 0 |
| アリゾナ・ダイヤモンドバックス | 0 | 0 | 0 | 0 | 0 | 1 | 0 | 0 | 0 | 1 | 5 | 1 |

1. 勝利：トム・グラビン（1勝）
2. 敗戦：ミゲル・バティスタ（1敗）
3. 本塁打
ATL：マーカス・ジャイルズ1号ソロ、ハビー・ロペス1号2ラン、B.J.サーホフ1号2ラン
4. 審判
［球審］ジェフ・ケロッグ
［塁審］一塁: エンジェル・ヘルナンデス、二塁: マイク・ライリー、三塁: ジェリー・デービス
［外審］左翼: ティム・マクレランド、右翼: ジェリー・クロフォード
5. 夜間試合  試合時間: 2時間54分  観客: 4万9334人  気温: 89°F（31.7°C）
詳細: Baseball-Reference.com

| アトランタ・ブレーブス | アトランタ・ブレーブス | アトランタ・ブレーブス | アトランタ・ブレーブス | アトランタ・ブレーブス                                                                                      | アリゾナ・ダイヤモンドバックス | アリゾナ・ダイヤモンドバックス | アリゾナ・ダイヤモンドバックス | アリゾナ・ダイヤモンドバックス | アリゾナ・ダイヤモンドバックス                                                                                 |
| ---------------------- | ---------------------- | ---------------------- | ---------------------- | --- | ------------------------------ | ------------------------------ | ------------------------------ | ------------------------------ | --- |
| 打順                   | 守備                   | 選手                   | 打席                   | T・グラビンJ・ロペスJ・フランコM・ジャイルズC・ジョーンズR・サンチェスB・サーホフA・ジョーンズB・ジョーダン | 打順                           | 守備                           | 選手                           | 打席                           | M・バティスタD・ミラーM・グレースJ・ベルM・ウィリ · アムズC・カウンセルL・ゴンザレスS・フィンリーR・サンダース |
| 1                      | 二                     | M・ジャイルズ          | 右                     | T・グラビンJ・ロペスJ・フランコM・ジャイルズC・ジョーンズR・サンチェスB・サーホフA・ジョーンズB・ジョーダン | 1                              | 遊                             | C・カウンセル                  | 左                             | M・バティスタD・ミラーM・グレースJ・ベルM・ウィリ · アムズC・カウンセルL・ゴンザレスS・フィンリーR・サンダース |
| 2                      | 一                     | J・フランコ            | 右                     | T・グラビンJ・ロペスJ・フランコM・ジャイルズC・ジョーンズR・サンチェスB・サーホフA・ジョーンズB・ジョーダン | 2                              | 二                             | J・ベル                        | 右                             | M・バティスタD・ミラーM・グレースJ・ベルM・ウィリ · アムズC・カウンセルL・ゴンザレスS・フィンリーR・サンダース |
| 3                      | 三                     | C・ジョーンズ          | 両                     | T・グラビンJ・ロペスJ・フランコM・ジャイルズC・ジョーンズR・サンチェスB・サーホフA・ジョーンズB・ジョーダン | 3                              | 左                             | L・ゴンザレス                  | 左                             | M・バティスタD・ミラーM・グレースJ・ベルM・ウィリ · アムズC・カウンセルL・ゴンザレスS・フィンリーR・サンダース |
| 4                      | 右                     | B・ジョーダン          | 右                     | T・グラビンJ・ロペスJ・フランコM・ジャイルズC・ジョーンズR・サンチェスB・サーホフA・ジョーンズB・ジョーダン | 4                              | 右                             | R・サンダース                  | 右                             | M・バティスタD・ミラーM・グレースJ・ベルM・ウィリ · アムズC・カウンセルL・ゴンザレスS・フィンリーR・サンダース |
| 5                      | 左                     | B・サーホフ            | 左                     | T・グラビンJ・ロペスJ・フランコM・ジャイルズC・ジョーンズR・サンチェスB・サーホフA・ジョーンズB・ジョーダン | 5                              | 中                             | S・フィンリー                  | 左                             | M・バティスタD・ミラーM・グレースJ・ベルM・ウィリ · アムズC・カウンセルL・ゴンザレスS・フィンリーR・サンダース |
| 6                      | 中                     | A・ジョーンズ          | 右                     | T・グラビンJ・ロペスJ・フランコM・ジャイルズC・ジョーンズR・サンチェスB・サーホフA・ジョーンズB・ジョーダン | 6                              | 三                             | M・ウィリアムズ                | 右                             | M・バティスタD・ミラーM・グレースJ・ベルM・ウィリ · アムズC・カウンセルL・ゴンザレスS・フィンリーR・サンダース |
| 7                      | 捕                     | J・ロペス              | 右                     | T・グラビンJ・ロペスJ・フランコM・ジャイルズC・ジョーンズR・サンチェスB・サーホフA・ジョーンズB・ジョーダン | 7                              | 一                             | M・グレース                    | 左                             | M・バティスタD・ミラーM・グレースJ・ベルM・ウィリ · アムズC・カウンセルL・ゴンザレスS・フィンリーR・サンダース |
| 8                      | 遊                     | R・サンチェス          | 右                     | T・グラビンJ・ロペスJ・フランコM・ジャイルズC・ジョーンズR・サンチェスB・サーホフA・ジョーンズB・ジョーダン | 8                              | 捕                             | D・ミラー                      | 右                             | M・バティスタD・ミラーM・グレースJ・ベルM・ウィリ · アムズC・カウンセルL・ゴンザレスS・フィンリーR・サンダース |
| 9                      | 投                     | T・グラビン            | 左                     | T・グラビンJ・ロペスJ・フランコM・ジャイルズC・ジョーンズR・サンチェスB・サーホフA・ジョーンズB・ジョーダン | 9                              | 投                             | M・バティスタ                  | 右                             | M・バティスタD・ミラーM・グレースJ・ベルM・ウィリ · アムズC・カウンセルL・ゴンザレスS・フィンリーR・サンダース |
| 先発投手               | 先発投手               | 先発投手               | 投球                   | T・グラビンJ・ロペスJ・フランコM・ジャイルズC・ジョーンズR・サンチェスB・サーホフA・ジョーンズB・ジョーダン | 先発投手                       | 先発投手                       | 先発投手                       | 投球                           | M・バティスタD・ミラーM・グレースJ・ベルM・ウィリ · アムズC・カウンセルL・ゴンザレスS・フィンリーR・サンダース |
| T・グラビン            | T・グラビン            | T・グラビン            | 左                     | T・グラビンJ・ロペスJ・フランコM・ジャイルズC・ジョーンズR・サンチェスB・サーホフA・ジョーンズB・ジョーダン | M・バティスタ                  | M・バティスタ                  | M・バティスタ                  | 右                             | M・バティスタD・ミラーM・グレースJ・ベルM・ウィリ · アムズC・カウンセルL・ゴンザレスS・フィンリーR・サンダース |

### 第3戦 10月19日
- ターナー・フィールド（ジョージア州アトランタ）

|                                | 1 | 2 | 3 | 4 | 5 | 6 | 7 | 8 | 9 | R | H | E |
| ------------------------------ | - | - | - | - | - | - | - | - | - | - | - | - |
| アリゾナ・ダイヤモンドバックス | 0 | 0 | 2 | 0 | 3 | 0 | 0 | 0 | 0 | 5 | 9 | 1 |
| アトランタ・ブレーブス         | 0 | 0 | 0 | 1 | 0 | 0 | 0 | 0 | 0 | 1 | 4 | 1 |

1. 勝利：カート・シリング（1勝）
2. 敗戦：ジョン・バーケット（1敗）
3. 審判
［球審］エンジェル・ヘルナンデス
［塁審］一塁: マイク・ライリー、二塁: ジェリー・デービス、三塁: ティム・マクレランド
［外審］左翼: ジェリー・クロフォード、右翼: ジェフ・ケロッグ
4. 夜間試合  試合時間: 2時間59分  観客: 4万1624人  気温: 61°F（16.1°C）
詳細: Baseball-Reference.com

| アリゾナ・ダイヤモンドバックス | アリゾナ・ダイヤモンドバックス | アリゾナ・ダイヤモンドバックス | アリゾナ・ダイヤモンドバックス | アリゾナ・ダイヤモンドバックス                                                                                     | アトランタ・ブレーブス | アトランタ・ブレーブス | アトランタ・ブレーブス | アトランタ・ブレーブス | アトランタ・ブレーブス                                                                                        |
| ------------------------------ | ------------------------------ | ------------------------------ | ------------------------------ | --- | ---------------------- | ---------------------- | ---------------------- | ---------------------- | --- |
| 打順                           | 守備                           | 選手                           | 打席                           | C・シリングD・ミラーM・グレースC・カウンセルM・ウィリ · アムズT・ウォマックL・ゴンザレスS・フィンリーR・サンダース | 打順                   | 守備                   | 選手                   | 打席                   | J・バーケットJ・ロペスJ・フランコM・ジャイルズC・ジョーンズR・サンチェスB・サーホフA・ジョーンズB・ジョーダン |
| 1                              | 遊                             | T・ウォマック                  | 左                             | C・シリングD・ミラーM・グレースC・カウンセルM・ウィリ · アムズT・ウォマックL・ゴンザレスS・フィンリーR・サンダース | 1                      | 二                     | M・ジャイルズ          | 右                     | J・バーケットJ・ロペスJ・フランコM・ジャイルズC・ジョーンズR・サンチェスB・サーホフA・ジョーンズB・ジョーダン |
| 2                              | 二                             | C・カウンセル                  | 左                             | C・シリングD・ミラーM・グレースC・カウンセルM・ウィリ · アムズT・ウォマックL・ゴンザレスS・フィンリーR・サンダース | 2                      | 一                     | J・フランコ            | 右                     | J・バーケットJ・ロペスJ・フランコM・ジャイルズC・ジョーンズR・サンチェスB・サーホフA・ジョーンズB・ジョーダン |
| 3                              | 左                             | L・ゴンザレス                  | 左                             | C・シリングD・ミラーM・グレースC・カウンセルM・ウィリ · アムズT・ウォマックL・ゴンザレスS・フィンリーR・サンダース | 3                      | 三                     | C・ジョーンズ          | 両                     | J・バーケットJ・ロペスJ・フランコM・ジャイルズC・ジョーンズR・サンチェスB・サーホフA・ジョーンズB・ジョーダン |
| 4                              | 三                             | M・ウィリアムズ                | 右                             | C・シリングD・ミラーM・グレースC・カウンセルM・ウィリ · アムズT・ウォマックL・ゴンザレスS・フィンリーR・サンダース | 4                      | 右                     | B・ジョーダン          | 右                     | J・バーケットJ・ロペスJ・フランコM・ジャイルズC・ジョーンズR・サンチェスB・サーホフA・ジョーンズB・ジョーダン |
| 5                              | 中                             | S・フィンリー                  | 左                             | C・シリングD・ミラーM・グレースC・カウンセルM・ウィリ · アムズT・ウォマックL・ゴンザレスS・フィンリーR・サンダース | 5                      | 左                     | B・サーホフ            | 左                     | J・バーケットJ・ロペスJ・フランコM・ジャイルズC・ジョーンズR・サンチェスB・サーホフA・ジョーンズB・ジョーダン |
| 6                              | 右                             | R・サンダース                  | 右                             | C・シリングD・ミラーM・グレースC・カウンセルM・ウィリ · アムズT・ウォマックL・ゴンザレスS・フィンリーR・サンダース | 6                      | 中                     | A・ジョーンズ          | 右                     | J・バーケットJ・ロペスJ・フランコM・ジャイルズC・ジョーンズR・サンチェスB・サーホフA・ジョーンズB・ジョーダン |
| 7                              | 一                             | M・グレース                    | 左                             | C・シリングD・ミラーM・グレースC・カウンセルM・ウィリ · アムズT・ウォマックL・ゴンザレスS・フィンリーR・サンダース | 7                      | 捕                     | J・ロペス              | 右                     | J・バーケットJ・ロペスJ・フランコM・ジャイルズC・ジョーンズR・サンチェスB・サーホフA・ジョーンズB・ジョーダン |
| 8                              | 捕                             | D・ミラー                      | 右                             | C・シリングD・ミラーM・グレースC・カウンセルM・ウィリ · アムズT・ウォマックL・ゴンザレスS・フィンリーR・サンダース | 8                      | 遊                     | R・サンチェス          | 右                     | J・バーケットJ・ロペスJ・フランコM・ジャイルズC・ジョーンズR・サンチェスB・サーホフA・ジョーンズB・ジョーダン |
| 9                              | 投                             | C・シリング                    | 右                             | C・シリングD・ミラーM・グレースC・カウンセルM・ウィリ · アムズT・ウォマックL・ゴンザレスS・フィンリーR・サンダース | 9                      | 投                     | J・バーケット          | 右                     | J・バーケットJ・ロペスJ・フランコM・ジャイルズC・ジョーンズR・サンチェスB・サーホフA・ジョーンズB・ジョーダン |
| 先発投手                       | 先発投手                       | 先発投手                       | 投球                           | C・シリングD・ミラーM・グレースC・カウンセルM・ウィリ · アムズT・ウォマックL・ゴンザレスS・フィンリーR・サンダース | 先発投手               | 先発投手               | 先発投手               | 投球                   | J・バーケットJ・ロペスJ・フランコM・ジャイルズC・ジョーンズR・サンチェスB・サーホフA・ジョーンズB・ジョーダン |
| C・シリング                    | C・シリング                    | C・シリング                    | 右                             | C・シリングD・ミラーM・グレースC・カウンセルM・ウィリ · アムズT・ウォマックL・ゴンザレスS・フィンリーR・サンダース | J・バーケット          | J・バーケット          | J・バーケット          | 右                     | J・バーケットJ・ロペスJ・フランコM・ジャイルズC・ジョーンズR・サンチェスB・サーホフA・ジョーンズB・ジョーダン |

### 第4戦 10月20日
- ターナー・フィールド（ジョージア州アトランタ）

|                                | 1 | 2 | 3 | 4 | 5 | 6 | 7 | 8 | 9 | R  | H  | E |
| ------------------------------ | - | - | - | - | - | - | - | - | - | -- | -- | - |
| アリゾナ・ダイヤモンドバックス | 0 | 0 | 4 | 2 | 0 | 0 | 0 | 1 | 4 | 11 | 12 | 0 |
| アトランタ・ブレーブス         | 1 | 1 | 0 | 0 | 0 | 0 | 1 | 1 | 0 | 4  | 13 | 4 |

1. 勝利：ブライアン・アンダーソン（1勝）
2. セーブ：金炳賢（1S）
3. 敗戦：グレッグ・マダックス（2敗）
4. 本塁打
ARI：ルイス・ゴンザレス1号3ラン
ATL：アンドリュー・ジョーンズ1号ソロ
5. 審判
［球審］マイク・ライリー
［塁審］一塁: ジェリー・デービス、二塁: ティム・マクレランド、三塁: ジェリー・クロフォード
［外審］左翼: ジェフ・ケロッグ、右翼: エンジェル・ヘルナンデス
6. 夜間試合  試合時間: 3時間47分  観客: 4万2291人  気温: 68°F（20°C）
詳細: Baseball-Reference.com

| アリゾナ・ダイヤモンドバックス | アリゾナ・ダイヤモンドバックス | アリゾナ・ダイヤモンドバックス | アリゾナ・ダイヤモンドバックス | アリゾナ・ダイヤモンドバックス                                                                                   | アトランタ・ブレーブス | アトランタ・ブレーブス | アトランタ・ブレーブス | アトランタ・ブレーブス | アトランタ・ブレーブス                                                                                      |
| ------------------------------ | ------------------------------ | ------------------------------ | ------------------------------ | --- | ---------------------- | ---------------------- | ---------------------- | ---------------------- | --- |
| 打順                           | 守備                           | 選手                           | 打席                           | A・ロペスD・ミラーM・グレースC・カウンセルM・ウィリ · アムズT・ウォマックL・ゴンザレスS・フィンリーR・サンダース | 打順                   | 守備                   | 選手                   | 打席                   | G・マダックスP・バコJ・フランコM・ジャイルズC・ジョーンズR・サンチェスB・サーホフA・ジョーンズB・ジョーダン |
| 1                              | 遊                             | T・ウォマック                  | 左                             | A・ロペスD・ミラーM・グレースC・カウンセルM・ウィリ · アムズT・ウォマックL・ゴンザレスS・フィンリーR・サンダース | 1                      | 二                     | M・ジャイルズ          | 右                     | G・マダックスP・バコJ・フランコM・ジャイルズC・ジョーンズR・サンチェスB・サーホフA・ジョーンズB・ジョーダン |
| 2                              | 二                             | C・カウンセル                  | 左                             | A・ロペスD・ミラーM・グレースC・カウンセルM・ウィリ · アムズT・ウォマックL・ゴンザレスS・フィンリーR・サンダース | 2                      | 一                     | J・フランコ            | 右                     | G・マダックスP・バコJ・フランコM・ジャイルズC・ジョーンズR・サンチェスB・サーホフA・ジョーンズB・ジョーダン |
| 3                              | 左                             | L・ゴンザレス                  | 左                             | A・ロペスD・ミラーM・グレースC・カウンセルM・ウィリ · アムズT・ウォマックL・ゴンザレスS・フィンリーR・サンダース | 3                      | 三                     | C・ジョーンズ          | 両                     | G・マダックスP・バコJ・フランコM・ジャイルズC・ジョーンズR・サンチェスB・サーホフA・ジョーンズB・ジョーダン |
| 4                              | 右                             | R・サンダース                  | 右                             | A・ロペスD・ミラーM・グレースC・カウンセルM・ウィリ · アムズT・ウォマックL・ゴンザレスS・フィンリーR・サンダース | 4                      | 右                     | B・ジョーダン          | 右                     | G・マダックスP・バコJ・フランコM・ジャイルズC・ジョーンズR・サンチェスB・サーホフA・ジョーンズB・ジョーダン |
| 5                              | 中                             | S・フィンリー                  | 左                             | A・ロペスD・ミラーM・グレースC・カウンセルM・ウィリ · アムズT・ウォマックL・ゴンザレスS・フィンリーR・サンダース | 5                      | 左                     | B・サーホフ            | 左                     | G・マダックスP・バコJ・フランコM・ジャイルズC・ジョーンズR・サンチェスB・サーホフA・ジョーンズB・ジョーダン |
| 6                              | 三                             | M・ウィリアムズ                | 右                             | A・ロペスD・ミラーM・グレースC・カウンセルM・ウィリ · アムズT・ウォマックL・ゴンザレスS・フィンリーR・サンダース | 6                      | 中                     | A・ジョーンズ          | 右                     | G・マダックスP・バコJ・フランコM・ジャイルズC・ジョーンズR・サンチェスB・サーホフA・ジョーンズB・ジョーダン |
| 7                              | 一                             | M・グレース                    | 左                             | A・ロペスD・ミラーM・グレースC・カウンセルM・ウィリ · アムズT・ウォマックL・ゴンザレスS・フィンリーR・サンダース | 7                      | 遊                     | R・サンチェス          | 右                     | G・マダックスP・バコJ・フランコM・ジャイルズC・ジョーンズR・サンチェスB・サーホフA・ジョーンズB・ジョーダン |
| 8                              | 捕                             | D・ミラー                      | 右                             | A・ロペスD・ミラーM・グレースC・カウンセルM・ウィリ · アムズT・ウォマックL・ゴンザレスS・フィンリーR・サンダース | 8                      | 捕                     | P・バコ                | 右                     | G・マダックスP・バコJ・フランコM・ジャイルズC・ジョーンズR・サンチェスB・サーホフA・ジョーンズB・ジョーダン |
| 9                              | 投                             | A・ロペス                      | 右                             | A・ロペスD・ミラーM・グレースC・カウンセルM・ウィリ · アムズT・ウォマックL・ゴンザレスS・フィンリーR・サンダース | 9                      | 投                     | G・マダックス          | 右                     | G・マダックスP・バコJ・フランコM・ジャイルズC・ジョーンズR・サンチェスB・サーホフA・ジョーンズB・ジョーダン |
| 先発投手                       | 先発投手                       | 先発投手                       | 投球                           | A・ロペスD・ミラーM・グレースC・カウンセルM・ウィリ · アムズT・ウォマックL・ゴンザレスS・フィンリーR・サンダース | 先発投手               | 先発投手               | 先発投手               | 投球                   | G・マダックスP・バコJ・フランコM・ジャイルズC・ジョーンズR・サンチェスB・サーホフA・ジョーンズB・ジョーダン |
| A・ロペス                      | A・ロペス                      | A・ロペス                      | 右                             | A・ロペスD・ミラーM・グレースC・カウンセルM・ウィリ · アムズT・ウォマックL・ゴンザレスS・フィンリーR・サンダース | G・マダックス          | G・マダックス          | G・マダックス          | 右                     | G・マダックスP・バコJ・フランコM・ジャイルズC・ジョーンズR・サンチェスB・サーホフA・ジョーンズB・ジョーダン |

### 第5戦 10月21日
- ターナー・フィールド（ジョージア州アトランタ）

|                                | 1 | 2 | 3 | 4 | 5 | 6 | 7 | 8 | 9 | R | H | E |
| ------------------------------ | - | - | - | - | - | - | - | - | - | - | - | - |
| アリゾナ・ダイヤモンドバックス | 0 | 0 | 0 | 1 | 2 | 0 | 0 | 0 | 0 | 3 | 6 | 1 |
| アトランタ・ブレーブス         | 0 | 0 | 0 | 1 | 0 | 0 | 1 | 0 | 0 | 2 | 7 | 1 |

1. 勝利：ランディ・ジョンソン（2勝）
2. セーブ：金炳賢（2S）
3. 敗戦：トム・グラビン（1勝1敗）
4. 本塁打
ARI：エルビエル・デュラーゾ1号2ラン
ATL：フリオ・フランコ1号ソロ
5. 審判
［球審］ジェリー・デービス
［塁審］一塁: ティム・マクレランド、二塁: ジェリー・クロフォード、三塁: ジェフ・ケロッグ
［外審］左翼: エンジェル・ヘルナンデス、右翼: マイク・ライリー
6. 夜間試合  試合時間: 3時間13分  観客: 3万5652人  気温: 70°F（21.1°C）
詳細: Baseball-Reference.com

| アリゾナ・ダイヤモンドバックス | アリゾナ・ダイヤモンドバックス | アリゾナ・ダイヤモンドバックス | アリゾナ・ダイヤモンドバックス | アリゾナ・ダイヤモンドバックス                                                                                       | アトランタ・ブレーブス | アトランタ・ブレーブス | アトランタ・ブレーブス | アトランタ・ブレーブス | アトランタ・ブレーブス                                                                                      |
| ------------------------------ | ------------------------------ | ------------------------------ | ------------------------------ | --- | ---------------------- | ---------------------- | ---------------------- | ---------------------- | --- |
| 打順                           | 守備                           | 選手                           | 打席                           | R・ジョンソンD・ミラーM・グレースC・カウンセルM・ウィリ · アムズT・ウォマックL・ゴンザレスD・バティスタR・サンダース | 打順                   | 守備                   | 選手                   | 打席                   | T・グラビンJ・ロペスJ・フランコM・ジャイルズC・ジョーンズR・サンチェスB・ギルキーA・ジョーンズB・ジョーダン |
| 1                              | 遊                             | T・ウォマック                  | 左                             | R・ジョンソンD・ミラーM・グレースC・カウンセルM・ウィリ · アムズT・ウォマックL・ゴンザレスD・バティスタR・サンダース | 1                      | 二                     | M・ジャイルズ          | 右                     | T・グラビンJ・ロペスJ・フランコM・ジャイルズC・ジョーンズR・サンチェスB・ギルキーA・ジョーンズB・ジョーダン |
| 2                              | 二                             | C・カウンセル                  | 左                             | R・ジョンソンD・ミラーM・グレースC・カウンセルM・ウィリ · アムズT・ウォマックL・ゴンザレスD・バティスタR・サンダース | 2                      | 一                     | J・フランコ            | 右                     | T・グラビンJ・ロペスJ・フランコM・ジャイルズC・ジョーンズR・サンチェスB・ギルキーA・ジョーンズB・ジョーダン |
| 3                              | 左                             | L・ゴンザレス                  | 左                             | R・ジョンソンD・ミラーM・グレースC・カウンセルM・ウィリ · アムズT・ウォマックL・ゴンザレスD・バティスタR・サンダース | 3                      | 三                     | C・ジョーンズ          | 両                     | T・グラビンJ・ロペスJ・フランコM・ジャイルズC・ジョーンズR・サンチェスB・ギルキーA・ジョーンズB・ジョーダン |
| 4                              | 右                             | R・サンダース                  | 右                             | R・ジョンソンD・ミラーM・グレースC・カウンセルM・ウィリ · アムズT・ウォマックL・ゴンザレスD・バティスタR・サンダース | 4                      | 右                     | B・ジョーダン          | 右                     | T・グラビンJ・ロペスJ・フランコM・ジャイルズC・ジョーンズR・サンチェスB・ギルキーA・ジョーンズB・ジョーダン |
| 5                              | 一                             | M・グレース                    | 左                             | R・ジョンソンD・ミラーM・グレースC・カウンセルM・ウィリ · アムズT・ウォマックL・ゴンザレスD・バティスタR・サンダース | 5                      | 中                     | A・ジョーンズ          | 右                     | T・グラビンJ・ロペスJ・フランコM・ジャイルズC・ジョーンズR・サンチェスB・ギルキーA・ジョーンズB・ジョーダン |
| 6                              | 三                             | M・ウィリアムズ                | 右                             | R・ジョンソンD・ミラーM・グレースC・カウンセルM・ウィリ · アムズT・ウォマックL・ゴンザレスD・バティスタR・サンダース | 6                      | 捕                     | J・ロペス              | 右                     | T・グラビンJ・ロペスJ・フランコM・ジャイルズC・ジョーンズR・サンチェスB・ギルキーA・ジョーンズB・ジョーダン |
| 7                              | 中                             | D・バティスタ                  | 右                             | R・ジョンソンD・ミラーM・グレースC・カウンセルM・ウィリ · アムズT・ウォマックL・ゴンザレスD・バティスタR・サンダース | 7                      | 左                     | B・ギルキー            | 右                     | T・グラビンJ・ロペスJ・フランコM・ジャイルズC・ジョーンズR・サンチェスB・ギルキーA・ジョーンズB・ジョーダン |
| 8                              | 捕                             | D・ミラー                      | 右                             | R・ジョンソンD・ミラーM・グレースC・カウンセルM・ウィリ · アムズT・ウォマックL・ゴンザレスD・バティスタR・サンダース | 8                      | 遊                     | R・サンチェス          | 右                     | T・グラビンJ・ロペスJ・フランコM・ジャイルズC・ジョーンズR・サンチェスB・ギルキーA・ジョーンズB・ジョーダン |
| 9                              | 投                             | R・ジョンソン                  | 右                             | R・ジョンソンD・ミラーM・グレースC・カウンセルM・ウィリ · アムズT・ウォマックL・ゴンザレスD・バティスタR・サンダース | 9                      | 投                     | T・グラビン            | 左                     | T・グラビンJ・ロペスJ・フランコM・ジャイルズC・ジョーンズR・サンチェスB・ギルキーA・ジョーンズB・ジョーダン |
| 先発投手                       | 先発投手                       | 先発投手                       | 投球                           | R・ジョンソンD・ミラーM・グレースC・カウンセルM・ウィリ · アムズT・ウォマックL・ゴンザレスD・バティスタR・サンダース | 先発投手               | 先発投手               | 先発投手               | 投球                   | T・グラビンJ・ロペスJ・フランコM・ジャイルズC・ジョーンズR・サンチェスB・ギルキーA・ジョーンズB・ジョーダン |
| R・ジョンソン                  | R・ジョンソン                  | R・ジョンソン                  | 左                             | R・ジョンソンD・ミラーM・グレースC・カウンセルM・ウィリ · アムズT・ウォマックL・ゴンザレスD・バティスタR・サンダース | T・グラビン            | T・グラビン            | T・グラビン            | 左                     | T・グラビンJ・ロペスJ・フランコM・ジャイルズC・ジョーンズR・サンチェスB・ギルキーA・ジョーンズB・ジョーダン |